# Université de Guelma
L'Université de Guelma — plus précisément appelée université 8 Mai 1945 Guelma — est une université publique algérienne située à Guelma en Algérie.

## Présentation
L'université 8 mai 1945 Guelma comporte sept facultés :
- Faculté des sciences et de la technologie,
- Faculté des mathématiques, de l'informatique et des sciences de la matière,
- Faculté des sciences économiques et commerciales,
- Faculté des Sciences de la Nature et de la Vie et Sciences de la Terre et de l’Univers (SNVSTU),
- Faculté de droit et des sciences politiques,
- Faculté des lettres et des langues,
- Faculté sciences humaines et sociales.

Elle rassemble également 23 laboratoires de recherche.
Elle comporte quatre vice rectorats :
- Vice rectorat de la formation supérieure des premier et deuxième cycles, la formation continue et les diplômes ,et de graduation
- Vice Rectorat de la Formation   troisième cycle, de l'Habilitation Universitaire, de la Recherche Scientifique et de la Formation en Post-Graduation
- Vice rectorat des relations extérieures, la coopération, l'animation, la communication et les manifestations scientifiques
- Vice rectorat du développement, de la prospective et de l'orientation